# Berrodden
Der Berrodden (norwegisch für Blanke Spitze) ist eine felsige Landspitze an der Prinz-Harald-Küste des ostantarktischen Königin-Maud-Lands. Sie liegt 6 km nördlich der Hügelgruppe Rundvågskollane im südöstlichen Teil der Lützow-Holm-Bucht.
Norwegische Kartografen, die auch die deskriptive Benennung vornahmen, kartierten dieses Kap anhand von Luftaufnahmen, die bei der Lars-Christensen-Expedition 1936/37 entstanden.